# Абдулвагабов, Камиль Магомедович
Камиль Магомедович Абдулвагабов (25 июня 2002, с. Ричаганих, Цумадинский район, Дагестан, Россия) — российский борец вольного стиля. Призёр чемпионата России.

## Спортивная карьера
12 декабря 2022 года ему было присвоено звание мастер спорта России. 17 сентября 2023 года в Наро-Фоминске, одолев в схватке за 3 место Резуана Кажарова из Адыгеи, стал обладателем бронзовой медали первенстве России U-23. 12 ноября 2023 года в Хасавюрте стал бронзовым призёром международного турнира памяти Шамиля Умаханова. 24 ноября 2024 года в Раменском в составе сборной Дагестана стал обладателем командного Кубка России. 23 февраля 2024 года в Нальчике стал финалистом чемпионата СКФО, однако на схватку за золото против своего одноклубника Дибира Магомедова не вышел. 4 мая 2024 года в Подмосковье в малом финале он победил Никиту Пащенко из ЛНР, завоевав бронзовую медаль чемпионата России.

## Спортивные результаты
- Первенство России по борьбе U23 2023 — ;
- Чемпионат России по вольной борьбе 2024 — ;
- Чемпионат Европы по борьбе среди спортсменов до 23 лет 2024 — ;